# Américo O. Mendiburu
Américo O. Mendiburu (Dolores, el 18 de febrero de 1938 - Balcarce, 8 de abril de 1991) fue un genetista y mejorador de papa argentino.

## Biografía
Cursó sus estudios secundarios en la Escuela Agrícola Salesiana "Carlos Casares" de la provincia de Buenos Aires; radicándose luego con su familia en la ciudad de Mar del Plata. En 1966 egresó como Ingeniero Agrónomo de la Facultad de Ciencias Agrarias de la Universidad Nacional de Mar del Plata, situada en la ciudad de Balcarce (por aquel entonces era la Facultad de Agronomía de la Universidad Católica de Mar del Plata) con medalla de oro como el mejor alumno de la primera promoción. Asimismo, obtuvo el primer premio concedido por la Asociación Latinoamericana de Fitotécnia por su trabajo de graduación.
Realizó sus estudios de posgrado en la Universidad de Wisconsin, Madison (Wisconsin, EE. UU.) bajo la supervisión de Stanley J. Peloquin, obteniendo su maestría y doctorado en 1969 y 1971, respectivamente. Su tesis doctoral titulada The significance of 2n gametes in potato breeding and genetics ("El significado de los gametos 2n en el mejoramiento y en la genética de la papa"), en la que analizó y discutió las consecuencias genéticas de la poliploidización sexual en comparación con otros modos de poliploidización, así como las numerosas publicaciones que hiciera sobre este tema, cambiaron el enfoque del mejoramiento genético de la papa y de otros poliploides polisómicos de importancia agronómica.
El Dr. Mendiburu fue especialmente activo en la vida académica de la Facultad de Ciencias Agrarias de Balcarce, tanto en docencia de grado y posgrado, mediante el dictado de cursos y la dirección y asesoramiento de tesistas, como en el gobierno de la misma, como integrante del Consejo Académico (1984-1986), la Junta Asesora del Programa de Posgrado (1988-1991) y distintas comisiones asesoras. Fue, además, el impulsor y primer director del programa de posgrado en Producción Vegetal de esa facultad (1985-1988). Como reconocimiento a su fecunda labor docente y académica, fue nombrado Profesor Extraordinario con categoría de Profesor Honorario de la Universidad Nacional de Mar del Plata, el 3 de abril de 1991.
Como funcionario del INTA, su labor fue igualmente fecunda. Se desempeñó como Jefe del Departamento de Producción Vegetal de la Estación Experimental Agropecuaria de Balcarce desde 1973 a 1984 y como Coordinador del Programa Papa a partir de 1975. Fue representante de los planes de trabajo en los que se obtuvieron los cultivares de papa Serrana INTA, Achirana INTA, Primicia INTA, Sureña INTA y Dionisia INTA. Contribuyó al desarrollo de la genética de la papa a través de numerosas publicaciones en prestigiosas revistas internacionales, y de su participación en sociedades científicas (Asociación Latinoamericana de la PAPA (ALAP); Asociación Argentina de Horticultura (ASAHO)), simposios, congresos y reuniones técnicas. Fue Vicepresidente y Presidente de la ALAP en los periodos 1985-87 y 1987-89 respectivamente.

## Algunas publicaciones
- A.O. Mendiburu & S. J. Peloquin. 1977. The significance of 2N gametes in potato breeding. Theoretical and Applied Genetics Volume 49, Number 2, 53-61  (enlace roto disponible en Internet Archive; véase el historial, la primera versión y la última).
- Masuelli, Ricardo W.; Camadro, Elsa Lucila; Mendiburu, Américo O. 2n gametes in Solanum commersonii and cytological mechanisms of triplandroid formation in triploid hybrids of Solanum commersonii X Solanum gourlayi. Genome. v. 35 (1992).
- A.O. Mendiburu & S. J. Peloquin. 1979. Gene-centromere mapping by 4x-2x matings in potatoes. Theoretical and Applied Genetics 54, Number 4: 177-180
- A.O. Mendiburu & S. J. Peloquin. 1976. Sexual polyploidization and depolyploidization: some terminology and definitions. Theoretical and Applied Genetics 48, Number 3: 137-143.
- Sala, C.A., E. L. Camadro, M. T. Salaberry & A. O. Mendiburu. 1989. Cytological mechanism of 2n pollen formation and unilateral sexual polyploidization in Lolium. Euphytica 43, Numbers 1-2: 1-6. (enlace roto disponible en Internet Archive; véase el historial, la primera versión y la última).